# 霞堤
霞堤（かすみてい）は、河川堤防の一つ。

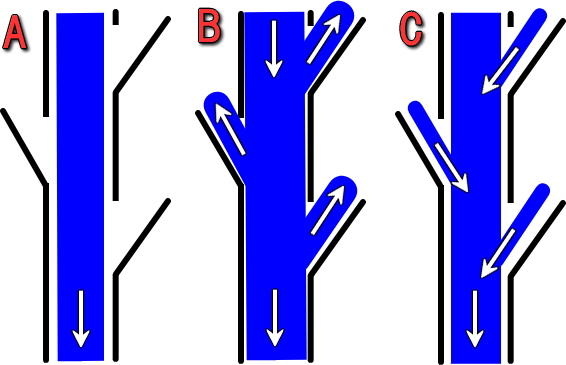
緩流河川型霞堤の図
A-通常時,B-洪水時,C-洪水後

明確な定義はないが、連続する堤防ではなく、あらかじめ間に切れ目をいれた不連続の堤防が主である。不連続点においては、上流側の堤防が下流側の堤防の堤外（河川側）に入れ込み、堤防が重複している。

## 概要
霞堤と呼ばれている不連続堤の治水機能は概ね、氾濫水の河道還元・内水の排除（氾濫域の限定化）と、本川洪水の一時貯留（滞留調整）と堤防決壊を防ぐ効果（破堤防止）がある。
しかし急流河川と緩流河川とでは機能や目的が違う。急流河川と緩流河川では流速・水深・土砂含有量・運搬力・洪水の破壊力などに大きな相違があるためである。しかしこれらを混同して、急流河川と緩流河川の両方の機能があるように表記したり考えることが多い。そのため手取川のように両方の機能、目的を紹介した上で手取川の霞堤を紹介している例もある。霞堤は地域によって細かく機能、目的を分けることができるが、大別して急流河川型霞堤と緩流河川型霞堤のふたつについて紹介する。

### 急流河川型霞堤
常願寺川や手取川のような急流河川では、二番堤、三番堤・・・と言われるように、本堤が破堤してもその氾濫水を次の堤防で待ち構え、被害拡大を防止し、またその流れを速やかに本川に戻す氾濫還元機能になる。河床勾配が急であるため、洪水が逆流するにしても限度があり、水位の上昇する時間を考慮すると、遊水機能が発揮されるような洪水調節効果は無い。急流河川では氾濫すると濁流は放射状に広がり、広範囲に被害を与えるため、急流河川型霞堤では河道の固定を目的としている。
かつて存在した栃木県氏家町の霞堤では、洪水時には霞部分から土砂を含んだ濁流が大量に農地に流入した。そこで、霞部にマダケを密に植栽した水害防備林を造成し、洪水時には土砂を竹林内に沈殿させ、水だけを流して被害を軽減した。また洪水時ばかりではなく普段においても、そこに排水路を導いていれば、内水排除がなされる。

### 緩流河川型霞堤
豊川のような緩流河川では、増水時に不連続部となるに本堤開口部より二番堤堤外へ逆流氾濫させて貯水する。貯水されることにより下流への流水量が抑えられ洪水調節機能が働く。不連続部周辺の堤内（生活・営農区域）側は、予め浸水を予想されている遊水地で、それにより洪水時の増水による堤への一方的負荷を軽減し、決壊の危険性を少なくさせた。これは遊水時には、堤外地（河道内）と堤内地（霞堤遊水地）の水位差が減り、堤防の浸透破壊の原因となるパイピング現象を防ぐ。他にも、本堤と二番堤の間に湛水して形成したプールが、本堤越水時に流れ落ちる水のエネルギーを拡散・減勢するウオータークッション効果がある。これによって堤防法尻の洗掘を防ぐなど、堤防決壊のリスクを低減させる。
この逆流氾濫させる遊水システムの優れた点として、洪水で運ばれる土砂は、もともと上流の山林で形成された肥沃な土壌であり、それをそのまま下流に流すことなく、営農区域に蓄積する機能を有したことがあげられる。氾濫流は開口部からゆっくり逆流するため、輪中堤の設置や宅地の嵩上げのような浸水対策をある程度とっておけば、床下浸水が頻繁に起こっても、家屋の損壊には甚大な被害には及ばない。近代化された視点からは、治水を単なる土木工事の対象としか見ないことが多いが、農業さらに広くはエコロジーの視点を持った治水法として再評価されている。

## 単語としての『霞堤』の語源と広がり[3]
* 1891年（明治24年）

「治水論」西師意 著

急流河川である常願寺川の不連続堤に『霞型堤』と使われたのが最初である。

* 1892年（明治25年）

「北陸政論」の記事 西師意執筆「常願寺川（治水小声）」

『霞堤』という言葉を頻繁に使用するようになっている。

* 1892年（明治25年）以後の執筆

「常願寺川変更工事」 高田雪太郎

「霞堤（一種ノ築堤方ニシテ川身ニ対シ斜メニ築キ連続セザルモノナリ）……霞堤ノ設計成リ（不連続堤ニシテ旧堤内地盤ノ高處ヨリ越シ斜メニ下流ニ向テ築キ流路ニ接シテ終ワルモノナリ）」
『霞堤』に但し書きが付けられている。この但し書きは工部大学を卒業したエリート技術者（高田雪太郎）にとっても、明治中期頃において『霞堤』という用語がまだ常識化していなかったことを示している。
* 1921年（大正10年12月）

「日本大辞典・言泉」 落合直文 著・芳賀矢一 改修

「霞堤(かすみてい)Discontinuous bank 堤防の河川に沿ひて所所に切断せられ、その幾分 は相重複して、二重若くは三重堤をなすもの。つけながし。はごろも。」

『霞堤』という言葉が辞書に初登場。

* 1927年（昭和2年2月）

「河川工法」三輪周蔵・萩原俊一 著

「堤防ハ之ヲ連続堤防ト霞堤防トノ二種二分チ得ベシ前者ハ堤防ヲ連続シテ築造シ河水ハ必ズ堤防二依テ局限セラレ水流ヲシテ堤内地二侵入セシメザルニアリ 後者ハ堤防ヲ第百十六図二示ス如ク若干ノ間隔ヲ保 チテ雁行二配置シ或ル程度ノ河水ヲ堤内二逆流セシメ堤内ノー部ヲ貯水池トシテ働カシメ之二依テ洪水ノ下 流二殺到スルヲ調節スルノ自的二適用スルノ工法ナリ」

河川工学関係書で初めて霞堤が紹介される。この説明は洪水調節機能を前面に押し出しており、第百十六図は、急流河川の霞堤と緩流河川である豊川の霞堤の折衷のような図となっている。

* 1936年（昭和11年）

「治水工学」宮本武之輔 著

「堤防の下流端を開放し次の堤防の上流端を堤内に延長して之と重複せしめる様に作った不連続堤を霞堤と言う。急流河川に採用せられ、洪水の一部は霞堤末端を迂回して堤内に逆流侵入するが、湛水時間が短いから農作物等の被害が少なく却って肥土を沈殿せしめる利益がある。霞堤は遊水地を設けて河積の増大を緩和するのを目的の為に採用せられ、兼ねて悪水路を茲に導いて樋門等の設備を省略し得る利便がある」
霞堤が急流河川に採用されるものであるが、その機能については「洪水調節」を挙げるとともに、堤内の悪水すなわち排水を河川に導く「内水排除」を付け加えている。実はこの見解が、その後のほとんどの河川工学書に引用され、現在の霞堤に対する一般的評価になっている。

* 1936年（昭和11年）

「明治以前日本土木史」土木学会編

「信玄は甲府盆地の水害を除去せんが為め、釜無川に始めて霞堤を築造し(御本丸書上)、又水制として優秀なる聖牛・棚牛… 」

「霞堤は天文十一年(二ニ〇二)武田信玄が釜無川筋に築造したるものを嚆矢とし、其代表的なものは中巨摩郡竜王村に現存する僑玄堤なり。本堤防は、始め延長三百五十間、敷幅八間、高一間の土堤を築きて本堤となし、其川表に延長千百五十間、敷輻六間、高一間の石堤を設けたるものなり 而して霞堤の工法は急流河川に適応するを以て、今尚釜無川・手取川・豊川・及び其他の河川の上流部に多数存在す。」
『霞堤』という用語を定義しないまま使用。竜王村の信玄堤や緩流河川の豊川の不連続堤に『霞堤』と記載している。

信玄堤の原典ともいうべき「御本丸様書上」は貞享5年(1688)に甲斐の竜王村の名主達が時の代官に奉った文書であり、武田信玄以来の堤防の様子から、これを守るための水防状況、部落の移動、税免除の経緯などが述べられている。しかし、ここで述べられている堤防の状況は、霞堤の形態とは異なっている。釜無川において霞堤の形態を有していた堤防は、この竜王の信玄堤の下流に続く堤防群であり、江戸時代末期の文化3年～11年(1806～1814)に甲府城勤番師という役職にあった松平定能が執筆した「甲斐国志」に「雁行二差次シテ重複セリ」と表現されたもので、竜王の堤防と同様に信玄堤と呼ばれている。
ここで信玄堤を引き合いに出すことによって『霞堤』が古くから存在している言葉であるような錯覚が起こり、現在に至っている。
またテンプレでよく使われる「信玄堤は霞堤」「霞堤は信玄堤が有名」「霞堤は武田信玄によって考案された」の誤解も広まっている。
単語としての『霞堤』の広がりを豊川を一例として挙げると、豊川にある緩流河川の不連続堤は『鎧堤(よろいづつみ・よろいてい)』、『羽衣堤』と呼ばれていた。昭和初期には『鎧堤』が主流で『霞堤』と併用されていたが、昭和30年代には『霞堤』が主流になった。

## 構造

### 急流河川型霞堤
急流河川型霞堤の存在している部分の河床勾配は、常願寺川が約1/70、黒部川が約1/80、手取川・庄川・神通川が約1/140といずれも急である。このように河床勾配が600ないし500分の1より急な河川において造られている。急流河川型霞堤は、緩流河川型霞堤に比べ不連続堤の重複部内の面積が非常に小さい。一部の霞堤の重複部が長く、不連続堤の面積を大きくしているもので、重複部先端まで、そのまま貯水できるわけではない。手取川の霞堤をみると、堤防の重複した部分が1kmから2kmもあり、地形勾配と洪水時に上昇する水位を考えあわせると、洪水の逆流浸入の届かないようなところまで重複していることが分かる。また不連続堤の開口部に対する2番堤の設置角度に関しても勾配によって大きく分かれる。急流河川型霞堤ではほとんどの場合、 2番堤の角度が30度より鋭角となっている。上流で溢れた氾濫流を受け止め開口部から河道にすみやかに還元するためには、開口部に対して2番堤の角度が大きいと、堤防が氾濫流を垂直に受けることとなり、堤防には大きな負荷がかかることとなる。逆に、2番堤が鋭角に設置されている場合、氾濫流は2番堤に沿って河道に速やかに還元されることとなり、効果的に排水することが可能となる。治水工法としては不連続堤を重ねる様に配置し、上流で破堤や越流によって溢れた洪水を堤防の重複した部分で受け止め、開口部から河道に戻す形となっている。急流河川型霞堤では雁行堤と呼ばれる小さな堤防を重ねて設置しているものが多く、河道を固定するための水制としての役割が強かったと考えられる。
さらに雁行堤の様な堤防は北陸扇状地河川においては扇頂に近い場所ほど多い傾向にある。雁行堤の下流後方には受け皿のような形で比較的長い堤防が配置されていた。これらの堤防は雁行堤が受け切れなかった洪水や隙間から溢れた水を受け止め、氾濫水を河道に還元する役割を果たし、急流河川型霞堤の原型となっていた。

### 緩流河川型霞堤
緩流河川型霞堤において豊川や雲出川では不連続堤を有する区間の勾配は1/1000前後が多く、逆に1/450より急な箇所には存在しない。緩流河川型霞堤においては2番堤の角度が40度より広い角度となっているものが多く、急流河川と大きな違いを見せている。不連続堤の遊水機能について考えると開口部に対する2番堤の角度が広い場合、洪水が開口部から流入する際に流入経路を阻害せず、より多く貯水できる。一方2番堤の角度が狭い場合、洪水の流入を阻害し、角度の大きい場合に比べ貯水容量が減少するだけでなく、流入してくる水が堤防に垂直に当たるため、堤防への負荷がより大きくなる。豊川の鎧堤などの緩流部に設置されている不連続堤は、洪水を開口部から限定された氾濫原へ貯留し、下流を守る遊水機能を主目的としているために、2番堤の設置角度が緩く、不連続堤内の面積も広いということができる。鎧堤の開口部付近では堤防が河道に近づき、狭窄部となり、氾濫原を限定するための堤防は段丘に接続するように設置されているものが多い。また、氾濫原にある集落は、集落周辺を堤防で囲い、輪中堤、囲堤の設置、または住宅地部分を盛土によって嵩上げするなどし、対策をとている。元々、遊水地に浸水させる目的があるので、堤は高くない。氾濫原へ貯留し、川の水位が下がり始めれば、逆にその切れ目から速やかに排水が行われる。治水工法としては、守りたい箇所の上流に狭窄部をつくることによって遊水し、下流の主要市街地を守っていた。豊川には９つの遊水地が設けられており、総湛水量は約1540万m'であり、かなり大きなダムの洪水調節容量に匹敵している。最上流の遊水地の河床勾配は約1/700と比較的急であるため湛水量は総量の約1%を占めるに過ぎず遊水効果の限界性を示している。そのため河床勾配が緩やなところに狭窄部を設けることによって遊水機能が生かされ、狭窄部は緩流河川型霞堤の特徴である。
川幅を人為的に狭窄させ、その上流で氾濫遊水させる治水方式は、霞堤という言葉が当てられているわけではないが、江戸時代ではごく一般的な治水方式であった。たとえば、江戸時代における利根川治水の眼目と言われる瀬戸井・酒巻狭窄部とその上流での氾濫遊水および乗越堤たる中条堤は、まさに豊川方式に完全に一致し、単にそれを大規模化したものである。また、荒川から隅田川に名称が変わる付近に、右岸から日本堤、左岸から隅田堤をラッパ状に突き出し、その上流で氾濫遊水させていたが、これもこの方式と類似している。この利根川、荒川の治水方式も江戸時代初期に確立されており、名治水家と言われた伊奈一族に指導されたものである。
しかし、これらには霞堤という呼び方は当てられていない。

### 河岸段丘河川型霞堤
河岸段丘河川は、急流河川でもなく緩流河川でもなく、その中間の河床勾配であり、信濃川左支川渋海川に不連続堤が残されていることが確認された。渋海川が山間部を離れ河岸段丘に挟まれた沖積平野に出てきた付近の河床勾配は約1/670である。ここの特徴は、不連続部から逆流氾濫させるのではなく、上流の越流堤から氾濫させ、下流の霞堤部分から氾濫流を還元させる構造となっている。現在は、河川改修により蛇行した河道の直線化に伴い越流堤は連続堤化されているが、下流の霞堤部分は遊水地としての機能を持っている。このように渋海川の堤防において急流河川と緩流河川の中間的特徴を持っているといえる。